# Municipio de Butler (condado de Montgomery)
El municipio de Butler (en inglés: Butler Township) es un municipio ubicado en el condado de Montgomery en el estado estadounidense de Ohio. En el año 2010 tenía una población de 7894 habitantes y una densidad poblacional de 173,18 personas por km².

## Geografía
El municipio de Butler se encuentra ubicado en las coordenadas 39°53′21″N 84°17′5″O / 39.88917, -84.28472. Según la Oficina del Censo de los Estados Unidos, el municipio tiene una superficie total de 45.58 km², de la cual 44.74 km² corresponden a tierra firme y (1.86%) 0.85 km² es agua.

## Demografía
Según el censo de 2010, había 7894 personas residiendo en el municipio de Butler. La densidad de población era de 173,18 hab./km². De los 7894 habitantes, el municipio de Butler estaba compuesto por el 91.96% blancos, el 4.33% eran afroamericanos, el 0.25% eran amerindios, el 1.61% eran asiáticos, el 0.01% eran isleños del Pacífico, el 0.32% eran de otras razas y el 1.52% pertenecían a dos o más razas. Del total de la población el 1.2% eran hispanos o latinos de cualquier raza.